# Tauposjön
Tauposjön (engelska: Lake Taupo) är Nya Zeelands till ytan största insjö, belägen ungefär mitt på Nordön. Ytan är 616 kvadratkilometer. Under sjön ligger en av världens supervulkaner.

## Källhänvisningar
1. ↑  Thawki (2012-08-09): "Bizarro Earth Is The Super Volcano Taupo in New Zealand Awakening?". Sott.net. Läst 12 februari 2015. (engelska)